# Meizonyx
Meizonyx — вимерлий рід мегалоніхідових наземних лінивців з плейстоцену Сальвадору та південної Мексики. Тип і єдиний вид, Meizonyx salvadorensis, був описаний у 1985 році з нижньої щелепи, знайденої в Барранка-дель-Сісіміко, та інших останків, знайдених у Ріо-Томаяте в Сальвадорі, які вважаються середньоплейстоценовими за віком. Пізніше, у 2021 році, було описано додаткові останки з відкладень пізнього плейстоцену в Система Уаутла, Оксака, Мексика. Вважається, що він тісно пов'язаний з Xibalbaonyx.